# 300-й навчальний танковий полк (СРСР)
300-й навчальний гвардійський танковий Сандомирський ордена Олександра Невського полк — військове формування Сухопутних військ Радянської армії, яке існувало у 1942—1992 роках. Дислокувалося в смт. Десна, Чернігівська область, Українська РСР.
Після розпаду СРСР у 1992 році перейшов до складу Збройних сил України.

## Історія
8 грудня 1942 року постановою Державного комітету оборони СРСР створено 1113-й окремий самохідний дивізіон супроводження піхоти.
У роки Німецько-радянської війни дивізіон став гвардійським, був нагороджений орденом Олександра Невського та отримав почесну назву «Сандомирський».
15 квітня 1947 року частину переформовано на 272-й окремий гвардійський танко-самохідний Сандомирський ордена Олександра Невського батальйон.
У 1955 році батальйон переформували на полк.
18 вересня 1960 року частину перейменували на 300-й навчальний танковий полк.
У 1992 році, після ліквідації Радянського Союзу, 300-й навчальний танковий полк увійшов до складу Збройних сил України, а військовослужбовці полку склали присягу на вірність українському народові.